# Michel Abrass
Michel Abrass BA (ur. 14 grudnia 1948 w Aleppo) – syryjski duchowny melchicki, w latach 2014–2021 arcybiskup Tyru.

## Życiorys
Święcenia kapłańskie otrzymał 11 kwietnia 1980 w zakonie Bazylianów Melkitów Alepskich. Pracował przede wszystkim w zakonnych seminariach, był także wykładowcą uniwersytetu w Kaslik.
13 sierpnia 2006 Synod Kościoła melchickiego mianował go biskupem kurialnym Antiochii. 17 października 2006 papież Benedykt XVI przydzielił mu biskupstwo tytularne Abydus. Sakry udzielił mu 10 grudnia 2006 patriarcha Grzegorz III Laham.
21 czerwca 2014 został mianowany archieparchą Tyru.
31 stycznia 2021 papież Franciszek odwołał go z urzędu.